# Mika Hoshino

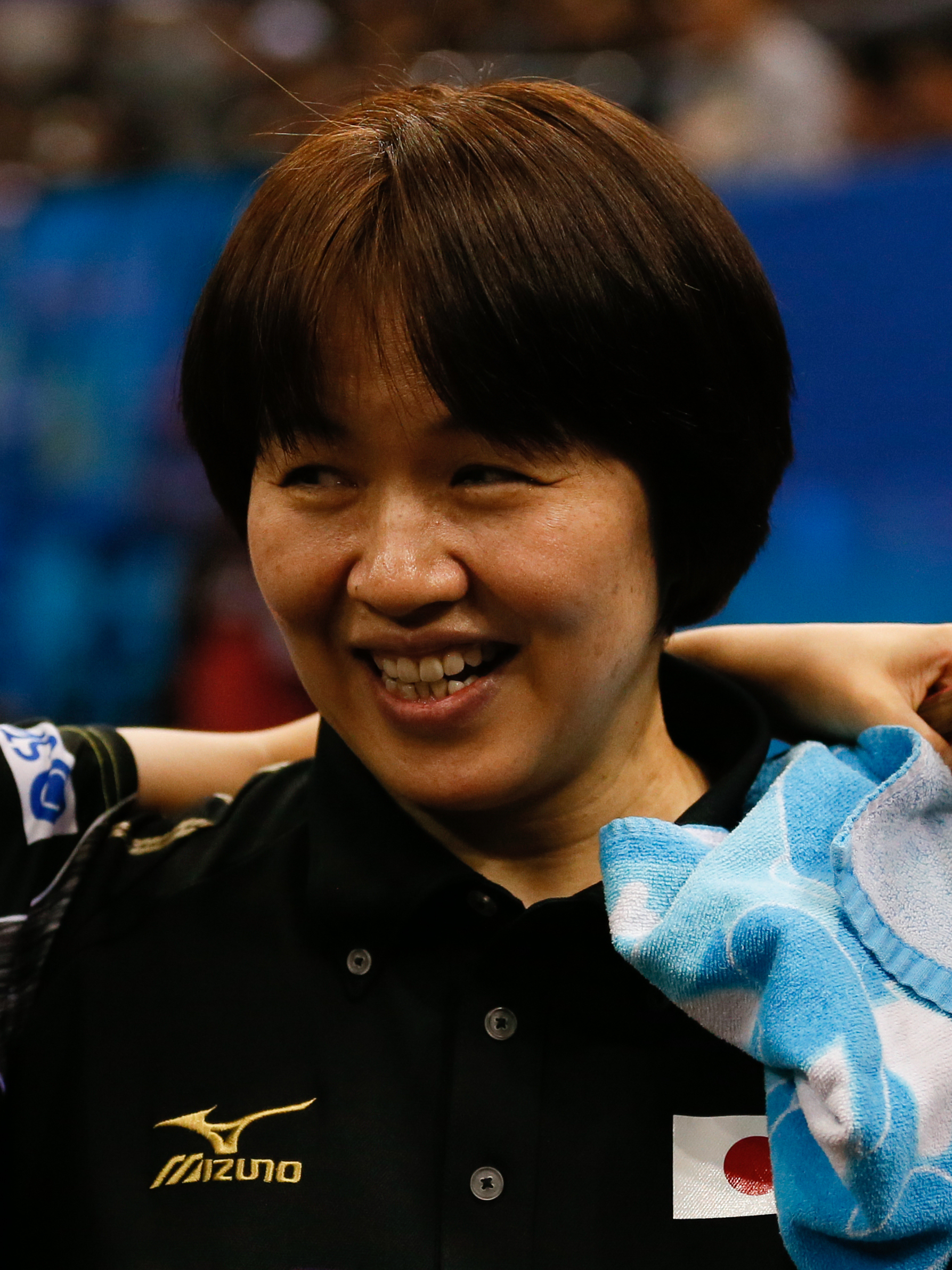
Mika Hoshino im Jahr 2017

Mika Hoshino (japanisch 星野 美香 Hoshino Mika, nach Heirat: Mika Baba, 馬場 美香 Baba Mika; * 10. Juli 1965 in Katashina) ist eine japanische Tischtennisspielerin. Sie nahm an den Olympischen Spielen 1988 und 1992 teil.

## Werdegang
Im Alter von neun Jahren begann Mika Hoshino mit dem Tischtennissport. Ausgebildet wurde sie im Tischtennis-Zentrum der Stadt Katashina.
Mika Hoshino gewann insgesamt acht Medaillen bei den japanischen Meisterschaften. Im Einzel holte sie mit Ausnahme des Jahres 1988 ununterbrochen Gold von 1983 bis 1990, dazu kommt ein Titel im Doppel 1988.
1986 trat sie in Karlsruhe bei den Internationalen Deutschen Meisterschaften auf. Im Doppel mit Miki Kitsukawa wurde sie Zweiter.
Bei den Olympischen Spielen 1988 in Seoul trat sie zunächst in der Vorgruppe E an. Hier gewann sie vier Spiele und musste nur eine Niederlage einstecken. Damit qualifizierte sie sich für die Hauptrunde, in der sie gegen die Chinesin Jiao Zhimin ausschied und auf Platz neun landete. Im Doppel mit Kiyomi Ishida verpasste sie mit Platz vier nur knapp eine Medaille. In der Vorgruppe B erreichte das Paar durch drei Siege und drei Niederlagen die Hauptrunde. Hier gelang der Einzug ins Halbfinale, wo gegen die Südkoreanerinnen Yang Yeong-Ja/Hyeon Jeong-Hwa Endstation war.
1992 in Barcelona setzte sich Mika Hoshino in der Vorgruppe L ungeschlagen an die Spitze. In der Hauptrunde verlor sie in der ersten Runde gegen die Chinesin Chen Zihe. Im Doppel mit Fumiyo Yamashita war in Vorgruppe H nach zwei Siegen und einer Niederlage Endstation. In beiden Disziplinen kam sie in der Endabrechnung auf Platz neun.
In der Weltrangliste wurde Mika Hoshino Anfang 1992 auf Platz 16 geführt.

## Privat
Mika Hoshino hat einen Bruder und eine Schwester. Seit ihrer Heirat tritt sie unter dem Namen Mika Baba auf.

## Spielergebnisse bei den Olympischen Spielen
- Olympische Spiele 1988 Einzel[4]
  - Siege: Kuburat Owolabi (Nigeria), Mónica Liyau (Peru), Jasna Fazlić (Jugoslawien), Katja Nolten (Bundesrepublik Deutschland)
  - Niederlagen: Hyun Jung-hwa (Südkorea)
- Olympische Spiele 1988 Doppel mit Kiyomi Ishida[5]
  - Siege: Katja Nolten/Olga Nemes (Bundesrepublik Deutschland), Diana Gee/Insook Bhushan (USA), Leong Mee Wan/Lau Wai Cheng (Malaysia); Flyura Bulatova/Olena Kovtun (Sowjetunion)
  - Niederlagen: Chen Jing/Jiao Zhimin (China), Marie Hrachová/Renata Kasalová (Tschechoslowakei), Bettine Vriesekoop/Mirjam Kloppenburg (Niederlande); Yang Yeong-Ja/Hyeon Jeong-Hwa (Südkorea)
- Olympische Spiele 1992 Einzel[6]
  - Siege: Yolanda Rodríguez (Kuba), Nihal Meshref (Ägypten), Valentina Popova (Vereintes Team EUN)
  - Niederlagen: Chen Zihe (China)
- Olympische Spiele 1992 Doppel mit Fumiyo Yamashita[7]
  - Siege: Ling Ling Agustin/Rossy Pratiwi Dipoyanti (Indonesien), Yolanda Rodríguez/Marisel Ramírez (Kuba)
  - Niederlagen: Hong Sun-hwa/Lee Jeong-im (Südkorea)